# Paul Chilton
Paul Anthony Chilton (21 de outubro de 1945) é um analista do discurso e linguista cognitivo britânico conhecido por suas pesquisas sobre metáforas conceituais, estilística cognitiva e discurso político. Chilton desenvolveu um modelo tridimensional de análise do discurso, levando em conta o espaço, o tempo e a modalidade que organizam os argumentos em todo processamento discursivo.
Obteve seu mestrado e doutorado na Universidade de Oxford. É professor emérito da Universidade de Lancaster. Também é membro vitalício da Global China Academy.